# Samuel Islands (öar i Falklandsöarna)
Samuel Islands är öar i territoriet Falklandsöarna (Storbritannien). De ligger i den sydöstra delen av landet, 60 km väster om huvudstaden Stanley. Arean är 0,41 kvadratkilometer.
Terrängen på Samuel Islands är mycket platt. Öns högsta punkt är 10 meter över havet. Den sträcker sig 0,7 kilometer i nord-sydlig riktning, och 1,3 kilometer i öst-västlig riktning.  Trakten runt Samuel Islands består i huvudsak av gräsmarker.